# 普埃奥德圣克鲁斯
普埃奥德圣克鲁斯，是西班牙阿拉贡自治区韦斯卡省的一个市镇。总面积9平方公里，总人口338人（2001年），人口密度38人/平方公里。